# TIT Hajózástörténeti, -Modellező és Hagyományőrző Egyesület
A TIT Hajózástörténeti, -Modellező és Hagyományőrző Egyesület (TIT HMHE) 2010 januárjában alakult meg. 2009-ben a TIT Hajózástörténeti és Hajómodellező Klub tagsága elhatározta, hogy – a magyar „hajóséletben” elsőként a szétforgácsolt erőforrások egyesítésére – új Egyesületet alapít a Császári és Királyi Haditengerészet Egyesülettel közösen.

## Története
A TIT Hajózástörténeti és Hajómodellező Klub 1979-ben alakult meg és 1981-ben belépett a Tudományos Ismeretterjesztő Társulatba.
Tevékenységük kezdettől fogva kettős: egyrészt a hazai és a nemzetközi kereskedelmi- és hadihajózással kapcsolatos ismeretek gyűjtése és magas szintű átadása, ismeretterjesztő tevékenység folytatása; másrészt a kapcsolódó hazai modellező tevékenység támogatása, a hajómodellezés iránt érdeklődők ismereteinek, gyakorlati készségének fejlesztése.
1990-ben a TIT Természettudományi Társulat jogutódjaként létrejött a TIT Stúdió Egyesület, amely a hagyományokra építve szélesítette tevékenységi körét. Ezek közé tartozik a tudománybarát hobbi klubok működtetése, amelyek a legszélesebb korosztályi rétegek számára biztosítják a természet és történettudományi ismeretek elmélyítését: előadássorozatok, tudományos és hobbi kiállítások, gyűjtő utak, börzék szaktanácsadások, családi és szabadidős programok keretében és kiadványok megjelentetésével.

## Tevékenységeik
A Klub alapítása óta igyekszik változatos kínálatot biztosítani a hajózás iránt érdeklődők számára. Tevékenységük az elmúlt években kiterjedt az alábbiakra:

### Tantervkövető hajózástörténeti előadások iskoláknak, képzőhelyeknek
Tagjaik hazai és nemzetközi szakkonferenciák rendszeres előadói: megjelennek Fiuméban, a Nemzeti Múzeumban és a Stefánia Palotában. Hajózástörténeti előadásainkat 2002–2004 között a Kossuth Rádió Mérleg című műsora is közvetítette, sőt egy alkalommal még a HM vezérkarnak és a NATO Defence College-nak is előadtak.

### Ismeretgyűjtés és terjesztés
Működésük kezdetén saját szakkönyvtárat hoztak létre, hogy ezzel biztosítsák az akkor még nehezen hozzáférhető szakanyagokat az érdeklődők számára, és évkönyvbe gyűjtött hajózástörténeti közleményekben ismertették meg az érdeklődőket a hajózástörténet legérdekesebb kérdéseivel. Az önálló kötetek mellett tagjaik olyan rangos nemzetközi és hazai folyóiratokban publikálhattak, mint a National Geographic Magyarország, vagy a Haditechnika.
Az Egyesület ezen kívül 2007 óta minden évben a Múzeumok Éjszakáján más-más hajózási témájú kiállítást rendez a Budapesten horgonyzó Debrecen (ex-Kassa) Duna-tengerjáró motoros hajó 140 m2-es kiállítóterében és „Országjáró Hajózástörténeti Kiállításokat” készít az ország különböző vidéki településein a magyar (és osztrák-magyar) kereskedelmi és hadihajózás, valamint a hajózás egyetemes története különböző témaköreiben.

### Modellezés
Minden évben modellkiállítást szerveznek, és tagjaik részt vesznek más, rangos modellkiállításokon és versenyeken. Modellezőik a mikromodellektől a rádió-távirányítású önjáró modellekig számos egyedi alkotással állandó szereplői a hazai és a nemzetközi hajómodellezésnek.
A klubban évente megszervezett modell-kiállítások mellett alkotásaik rendszeresen feltűnnek a minden évben megrendezett hazai és nemzetközi modellkiállításon, versenyeken (a Stefánián, Szolnokon, Mosonmagyaróváron, Bécsben, Bajmócon és Pirnában).
A klubtagok munkáinak magas minőségét szépen jellemzi az a „Victory”-modell, amely a mai napig a budapesti Közlekedési Múzeum állandó hajózástörténeti kiállításának egyik legszebb darabja.

### Roncskutatás
Az Egyesület elnöke az elsüllyedt osztrák-magyar hadihajók kutatására alakult magyar búvárcsoport történeti-műszaki szakértője, a roncsfeltárások tevékeny résztvevője. A levéltári dokumentum- és archív képanyag beszerzésével, feldolgozásával, a helyszíni felmérések tervezésével, elemzésével, a roncsmező és a hajóroncsok feltáró leírásával, elemzésével, rekonstrukciós rajzok elkészítésével közreműködött a Szent István csatahajó, a Zenta, a Kaiser Franz Josef I. cirkáló és a Streiter romboló feltárásában.

## Kiadványaik
- 2007-től, Hírlevél (elektronikus terjesztésű negyedéves periodika)
- 2004-től, Hajózástörténeti közlemények (elektronikus terjesztésű negyedéves periodika)
- 1983-tól, Évkönyv

A felsoroltak csak az Egyesület kiadványai. A tagok ezen kívül önálló kiadványokkal is jelentkeznek, amelyek száma mára összesen már több százra tehető.

## Tagjaik

### Hajózástörténeti szakmunkák állandó szerzői
- Ákos György
- Balogh Tamás
- Bánsági Andor
- Csonkaréti Károly
- Horváth József
- Krámli Mihály

### Hajógyártásban alkalmazott szakmák mesterei
- Bicskei János
- Kecskeméti József
- Kovács Kálmán
- Varga János

### Többszörösen elismert modellező mesterek
- Bechler József
- Hűvös Ferenc
- Pék György
- Susányi Oszkár
- Tuska Lajos

És még sokan mások. Az Egyesület taglétszáma folyamatosan bővül. Mindannyian azért dolgoznak, hogy maradéktalanul teljesítsék az alapítók (Dr. Marjai Imre és Serényi Péter) gondolatát: „klubszerű formában kellene tömöríteni a hajózástörténet és a történelmi hajók modellezése iránt érdeklődőket."

## Külső hivatkozások
TIT HMHE weblap

Makettinfó